# Zikmund Rudl
Zikmund (Siegmund, Sigmund, Sigismund) Rudl (5. listopadu 1802 Zboží – 2. května 1864 Praha) byl německý tiskař, působící v Praze.

## Život

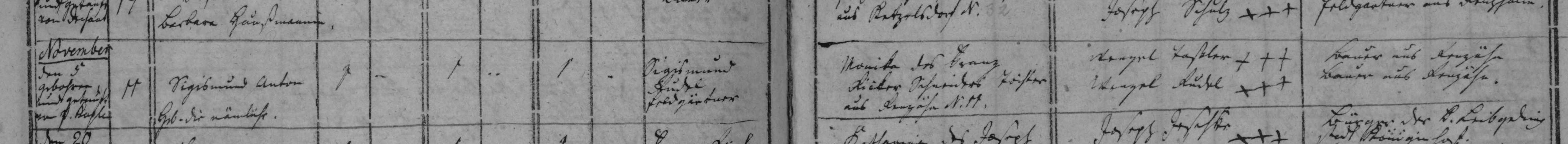
Zikmund Rudl, záznam o narození a křtu, 1802, Zboží

Narodil se ve Zboží v rodině zahradníka (Feldgärtner) Zikmunda Rudla a jeho manželky Moniky Rickerové. Pokřtěn byl Sigismund Anton.
Jako tiskař působil v Praze od roku 1828.
Rodina žila na pražském Starém Městě, kde také zemřel. Pohřben byl na Olšanských hřbitovech.

### Rodinný život
Z početných dětí, které měl s manželkou Elisabeth (1805–1873), se synové Zikmund (Sigmund, * 1838) a Karel (* 1838), stali tiskaři mědirytin.

### Významní příbuzní
Bratr Josef Rudl byl též tiskař mědirytin. Jeho synové Eduard Rudl (1819–1855) mědirytec a Josef Rudl ml. (1841–1917) pokračovali v otcově povolání. Třetí synovec Zikmunda Rudla, Karel Ferdinand Rudl (1853–1917), byl učitel hudby a skladatel.

## Dílo
Zikmund Rudl byl tiskařem devoční grafiky („svatých obrázků“), kterým se jeho firma věnovala od svých počátků (1827 nebo 1828) až do 2. poloviny 19. století. Tyto grafiky byly tištěny různými technikami (ocelorytina, mědirytiny, xylografie a litografie. Někteří zaměstnanci se věnovali výhradně kolorování. Tisky závodu Zikmunda Rudla byly též vyváženy do Itálie, Bavorska i Ruska.

## Galerie

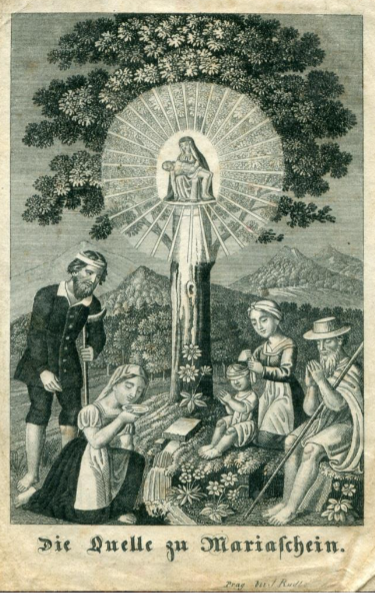
Pramen Panny Marie Bohosudovské (tisk Zikmund Rudl)
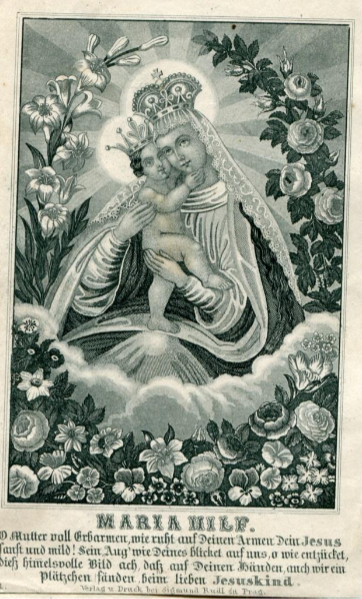
Panna Maria Pomocná (tisk Zikmund Rudl)